# 朱健 (1969年)
朱健（1969年3月30日—2011年11月22日），生於中國大陸，1974年移居澳門。年青時曾到葡萄牙修學，取得法學士學位；返澳後開始涉足澳門司法界並再取得法學碩士，1996年起擔任澳門第一審法院法官，成為澳門首位中國籍法官。1999年擔任澳門終審法院法官，2011年8月底在廣東台山遇上交通意外後昏迷，至同年11月22日在廣州廣東省人民醫院逝世。

## 生平

### 學涯
朱健於1969年3月30日在中國大陸出生，1974年到澳門定居；1986年在澳門濠江中學畢業，翌年前往葡萄牙繼續升學，在葡萄牙里斯本大學文學院修讀葡萄牙語言及文化課程，兩年後考入葡萄牙天主教大學法學院法律系，後來於1994年畢業；而後返回澳門並在澳門大學修讀法學碩士。

### 涉足司法界
朱健在修讀碩士期間，也開始參與司法界的工作。1994年12月20日，朱健獲任命為司法參事，一年後進入法院及檢察院司法官團，獲任命原定為期一年半的實習員。不過及後得到司法委員會免除參與首階段的培訓活動，使到實習階段縮短。修完學業取得碩士學位後，朱健於1996年10月2日擔任澳門第一審法院法官，這也是澳門史上第一位法官為中國籍人士；1999年12月20日澳門特別行政區成立，朱健被確定委任為澳門終審法院法官。在任法官期間，處理過2000年澳門大賽車衝出賽道意外賠償上訴案、尹國駒上訴案及歐文龍貪污案等。

### 法官以外的工作
朱健在任法官期間，也擔任過其他職務：1998年受邀在澳門大學法學院任中文法學士及中文澳門法律導論課程的導師，也做過第一至第四屆進入法院及檢察院司法官團的培訓課程實習教員，亦曾為澳門法律改革諮詢委員會的其中一員；2004年及2009年澳門行政長官選舉的選舉管理委員會主席也是由他擔任。2000年及以後，每當澳門終審法院參與開展及研究區際司法協助及國際司法互助工作的工作小組，均指定由朱健作為終審法院院長代表；而多項與香港和中國大陸簽署的司法互助安排的磋商工作中，朱健都有份參與。

### 車禍及逝世
2011年8月26日，朱健當時正在休假，並與家人到廣東省台山市以自助駕車形式旅遊，駕車期間輪胎發生爆裂而失控撞向路邊。是次交通意外朱健因傷及腦幹而昏迷，隨即被送往當地醫院救治，情況嚴重；广东省委书记汪洋更下令廣東省醫療專家組全力為朱健治療；9月初轉往廣州廣東省人民醫院繼續醫治。期間澳門終院的合議庭須由中級法院的法官暫時頂替朱健的空缺。而由於朱健身為澳門終院法官，但大陸方面並無公佈意外詳情，使意外的真正成因受猜疑。
同年11月11日，因終審法院健康檢查委員會認為朱健「長期絕對無擔任公共職務能力」，法官委員會宣告朱健必須強制離職退休。朱健最終於11月22日凌晨不治，終年42歲；其後遺體於同月27日被送回澳門治喪，翌日舉行公祭儀式後葬於聖味基墳場。
2012年1月1日，朱健的空缺由原助理檢察長宋敏莉接替。

## 個人生活
朱健作風向來低調，故外界對其個人及家事並不甚了解；在遇上車禍後，家人也沒有透露其詳細情況。目前已知朱健已婚，育有一子一女。